# Porc formiguer
El porc formiguer o oricterop (Orycteropus afer) és un mamífer de mida mitjana oriünd de l'Àfrica subsahariana, on viu en sabanes, herbassars i zones boscoses. Aquest animal solitari i nocturn és l'única espècie vivent del seu gènere, la seva família i fins i tot el seu ordre. És considerat un fòssil vivent perquè conserva caràcters primitius que s'han perdut en euteris més avançats, com per exemple, la presència de deu cromosomes.
Com els formiguers gegants i els pangolins, el porc formiguer ha desenvolupat adaptacions notables al seu estil d'alimentació. Ataca directament nius de formigues i tèrmits, amb una llengua molt llarga i unes dents especialment modificades. L'aspecte del porc formiguer sembla combinar orelles de conill, un musell de porc i una cua de cangur. Utilitza les seves grans urpes en forma de pala per excavar caus on refugiar-se, que després són utilitzats per una multitud d'animals una vegada el porc formiguer els ha abandonat.
Tot i que la Unió Internacional per a la Conservació de la Natura (UICN) considera que les poblacions de porc formiguer són més o menys estables, resulta difícil avaluar-ho amb gran precisió. Podria ser que estiguessin en declivi a causa de l'augment de la presència humana i consegüent urbanització, la destrucció i conversió del seu hàbitat en camps de conreu o la caça de subsistència.

## Etimologia
Malgrat el seu nom, la relació del porc formiguer amb els porcs autèntics és molt distant. Quan els primers colonitzadors holandesos arribaren a Sud-àfrica a finals del segle xvii i veieren l'animal per primera vegada, trobaren que s'assemblava a un porc domesticat i li donaren el nom d'aardvark, que significa ‘porc terrestre’. El nom ha anat evolucionant tant en neerlandès com en afrikaans, en què actualment és aardvarken i erdvark, respectivament. Aquesta relació semàntica amb els porcs s'ha transmès a altres llengües com ara el català, el francès o el castellà.
El primer component del seu nom taxonòmic, Orycteropus, és un terme llatí derivat dels mots grecs όρυκτήρ, ‘excavador’, i πούς, ‘peu’, amb el significat complet de ‘peu excavador’. Aquest nom científic li fou donat pel seu costum d'excavar caus a la terra. Algunes llengües han adoptat una forma derivada per referir-se al porc formiguer. No és clar si el nom genèric fou encunyat per É. Geoffroy Saint-Hilaire el 1791 o Cuvier el 1798, però l'espècie ja havia estat descrita el 1766 per Pallas amb el nom de Myrmecophaga afra.
Afer també és un terme llatí, que significa ‘africà’ i es refereix a l'origen geogràfic del porc formiguer.

## Descripció
L'oricterop s'assembla vagament a un porc, amb el cos robust i l'esquena arquejada. Aquest animal digitígrad té potes anteriors curtes però fortes. Les posteriors tenen cinc dits cadascuna, però les anteriors manquen de pòl·lex. Els dits presenten ungles grans amb forma de pala aplanada, a mig camí entre urpes i peülles. En total, un porc formiguer pesa entre 40 i 65 kg, amb una llargada mitjana d'entre 1 i 1,3 metres, tot i que pot assolir una llargada de 2,2 metres si es compta la cua, que pot mesurar fins a 70 centímetres. Les femelles són una mica més petites que els mascles.
Posseeix una pell dura amb un escàs pèl eriçonat. Aquest pèl és més fosc a les potes i té un color més clar al cos, tot i que sovint s'embruta amb terra. El cap i la cua, en canvi, són blanquinosos. Té orelles grans que serveixen un sentit de l'oïda ben desenvolupat juntament amb un timpà gran. La cua és molt gruixuda a la base, però es va tornant més prima cap a l'extrem. El cap és allargat i reposa sobre un coll petit i gruixut. Els ulls estan envoltats per una sèrie de pèls que tenen una funció sensorial, són petits i incapaços de percebre els colors, cosa que no representa un problema per l'oricterop gràcies als seus hàbits nocturns. Tanmateix, la seva vista deficient s'evidencia pel fet que quan corre sovint topa amb arbres i altres obstacles. A la punta del musell hi ha un disc on es troben els narius. Té una boca petita i tubular, amb una llengua prima i llarga, igual que altres espècies que s'alimenten de formigues i tèrmits. També té estructures elaborades que li permeten tenir un olfacte ben desenvolupat, com ara un òrgan vomeronasal primitiu i una cambra olfactiva gran.
Un dels caràcters més distintius dels tubulidentats és l'estructura dental, que dona nom a l'ordre. En lloc de tenir una cavitat pulpar, les dents presenten una aglomeració de tubs prims, rectes i paral·lels fets de vasodentina (un tipus modificat de dentina) amb canals pulpars individuals compactats amb cement. Les dents manquen d'esmalt, de manera que es desgasten i regeneren constantment, i no tenen arrel. Els porcs formiguers neixen amb incisives i canines normals al davant de la mandíbula, que més tard cauen sense ser substituïdes. Els adults només tenen molars i premolars al darrere de la mandíbula. La fórmula dental és: {\displaystyle {\tfrac {0.0.2-3.3}{0.0.2.3}}} A causa de la dieta dels porcs formiguers, la mandíbula només està dotada de músculs febles.
No es coneix l'esperança de vida mitjana dels oricterops en llibertat, tot i que en captivitat viuen prop de 25 anys. Es coneix el cas d'un porc formiguer anomenat Kikuyu que morí al Zoo i Aquari de Point Defiance als 30 anys.

## Comportament

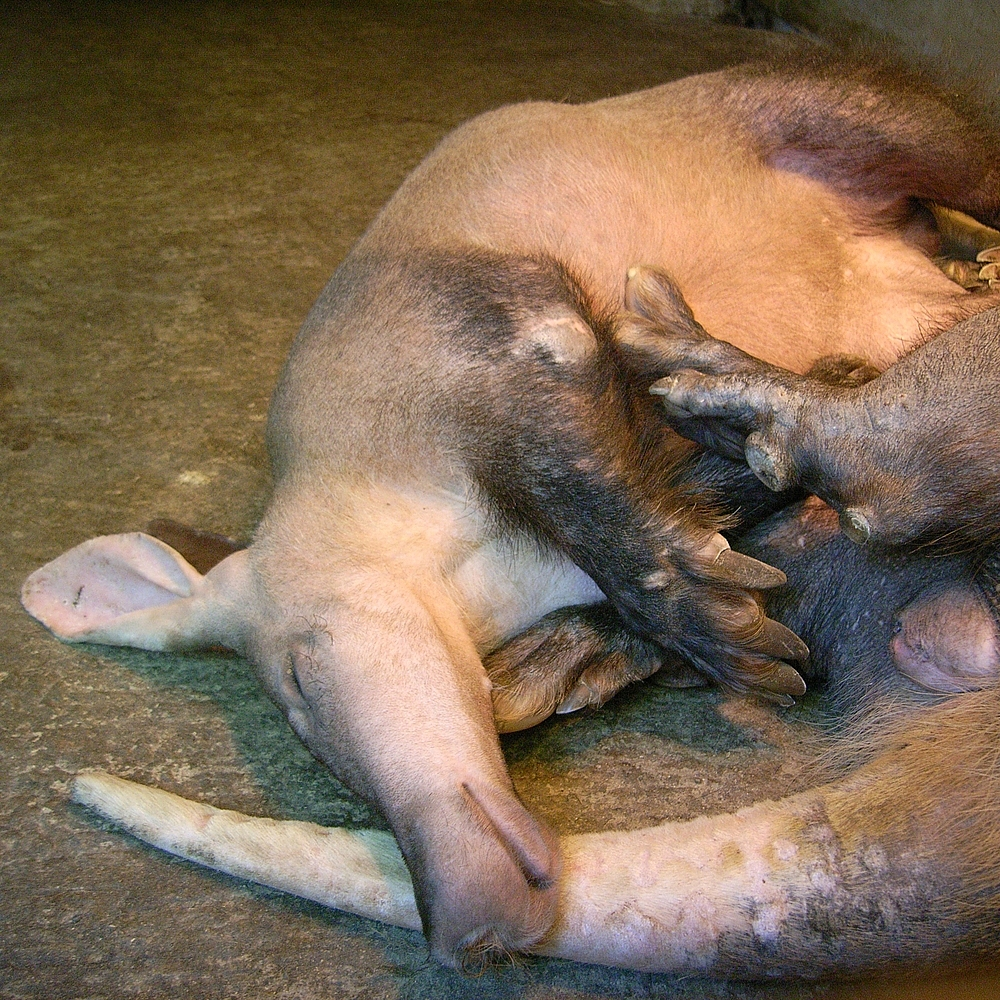
Un porc formiguer en repòs.

Els porcs formiguers són animals principalment nocturns que a vegades surten del niu durant el dia per desplaçar-se o prendre el sol a l'entrada del seu cau. Excaven el cau flexionant i estenent les potes anteriors repetidament i utilitzant els quatre dits per treure terra. Creen una xarxa de llars provisionals al seu territori i un cau principal que utilitzen per reproduir-se. El cau principal pot ser profund i extens, amb diverses entrades estretes i una llargada de fins a 13 metres, mentre que els caus menys importants poden ser tan petits que amb prou feines hi entra el cap de l'animal. De totes maneres, els caus solen ser austers i l'única «comoditat» és un llit de terra solta. L'oricterop canvia periòdicament la configuració del cau principal i de tant en tant es muda per crear-ne un altre. Això resulta útil per animals més petits com el gos salvatge africà, que aprofiten els caus abandonats per refugiar-se, com s'explica més avall. Els porcs formiguers són solitaris i només comparteixen el mateix cau entre una mare i les seves cries, tot i que a les zones amb una alta densitat de població hi poden viure diferents oricterops sense compartir el mateix cau.
Una vegada ja no els necessita, l'oricterop abandona els caus. Posteriorment són reutilitzats per una gran varietat d'animals, des de mosques tse-tse fins a facoquers, que hi entren per reposar-se, amagar-se de predadors o fugir d'incendis forestals. Per aquest motiu, el porc formiguer és considerat una espècie clau. L'oricterop també reaprofita els nius d'altres animals, com per exemple termiters inactius.

### Dieta

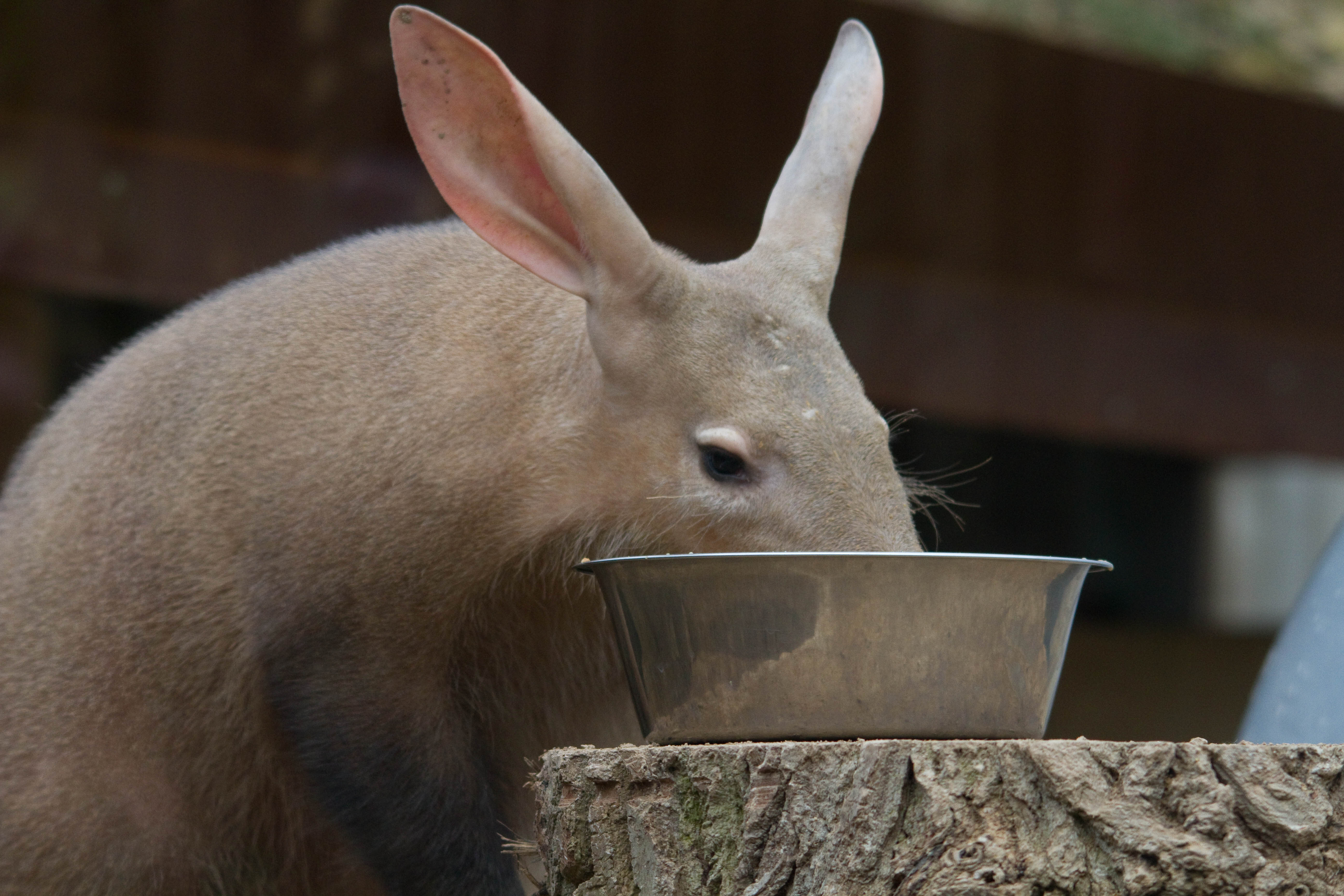
Un porc formiguer menja al Zoo de Londres.

L'oricterop és un animal mirmecòfag, és a dir, s'alimenta gairebé exclusivament de formigues i tèrmits (majoritàriament del gènere Macrotermes). Com que els tèrmits són menys actius a l'estació calorosa, el porc formiguer menja més formigues en aquesta estació i més tèrmits a l'estació humida. Com que no troba prou aliment atacant únicament els termiters, busca colònies de tèrmits desplaçant-se en massa per sota terra mitjançant l'oïda i l'olfacte. Aquest consum d'insectes per part del porc formiguer té efectes beneficiosos per l'agricultura: s'ha observat que els tèrmits han destruït fins al 60% dels conreus a les regions en què s'han exterminat els porcs formiguers i altres animals insectívors.
En èpoques dures, l'oricterop pot complementar la seva dieta amb petits animals com ratolins, larves d'escarabat, llagostes, saltamartins, fongs, i llavors de meló. El porc formiguer necessita beure aigua amb una certa freqüència, car no és capaç de tolerar condicions extremament àrides. Per això, un altre complement notable és el cogombre dels porcs formiguers, un fruit que l'oricterop es menja per consumir-ne l'aigua i que s'escampa amb els fems de l'animal. En captivitat, el porc formiguer menja escarabats de la farina, arròs bullit, carn, ous i llet amb una mica de glúcids.
El porc formiguer surt del cau cap a mitja tarda o poc després de la posta de sol per buscar menjar al seu territori, que pot abastar fins a 10-30 km. L'animal va movent el llarg nas d'una banda a l'altra per detectar l'olor del seu aliment. Quan descobreix una concentració de formigues o tèrmits, n'excava el niu amb les seves potents potes anteriors, mantenint les llargues orelles erectes per sentir possibles predadors. Tot i que es mou bastant lentament, és capaç d'excavar molt ràpidament. Igual que el pangolí, les seves urpes li permeten penetrar l'escorça extremament dura dels nius de formigues i tèrmits, mentre que els narius romanen tancats per evitar que hi entri pols. Una vegada ha vençut les defenses externes dels insectes, la seva dura pell el protegeix de les picades de les formigues i els tèrmits mentre ingereix una enorme quantitat d'insectes amb la seva llengua llarga i enganxifosa, de fins a 30 cm de llargada. La llengua agafa els insectes, que són capturats per crestes situades al paladar quan la llengua surt de nou. Alguns exemplars d'oricterop mengen fins a 50.000 insectes en una nit.

## Reproducció

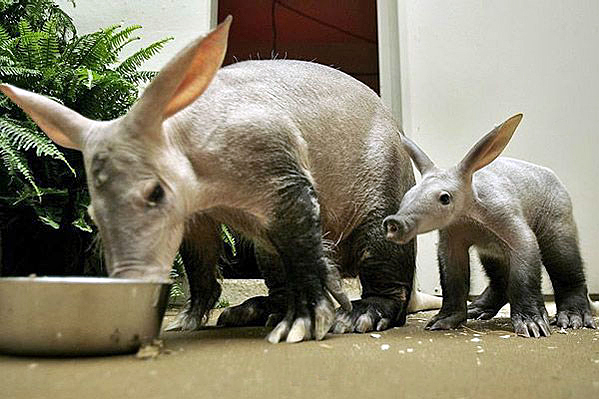
Una mare amb la seva cria.

Els mascles només s'acosten a les femelles per copular durant la temporada d'aparellament. Això, juntament amb el fet que cobreixen distàncies més grans que les femelles, fa pensar que són animals polígams. Durant l'estre, les femelles experimenten una tumefacció vaginal que pot anar acompanyada d'un flux.
Durant la gestació, l'abdomen de la femella s'engrandeix, igual que les mamelles, que poden començar a secretar llet un mes abans del part. No es coneix res de les primeres fases de l'embaràs, però se sap que després de set mesos sol néixer una única cria (tot i que també en poden néixer dues). En llibertat, s'han observat naixements en un període que comença al mes de maig i que pot durar fins entre el juny i el novembre segons la zona geogràfica, mentre que els exemplars en captivitat donen a llum a qualsevol moment de l'any (especialment al febrer, el març i el juny). El nounat pesa uns 2 kg i mesura aproximadament 55 cm. Neix ben desenvolupat, calb i sense dents però amb les urpes ben desenvolupades, i és capaç de sortir del cau per acompanyar la seva mare després de només dues setmanes. El pèl comença a sortir després de cinc o sis setmanes. A les catorze setmanes, les cries ja mengen tèrmits i el deslletament es produeix dues setmanes després. Amb sis mesos, els oricterops ja són capaços d'excavar els seus propis caus, tot i que sovint romanen amb la mare fins a la pròxima temporada d'aparellament. Assoleixen la maduresa sexual vers l'edat de sis mesos i en acabar el seu primer any de vida ja tenen la mida d'un adult.

## Distribució
Per a més informació sobre la distribució de cada subespècie, vegeu la secció corresponent.
El porc formiguer viu a l'Àfrica subsahariana, tret del Namib. Pintures de l'antic Egipte suggereixen que en el passat podria haver arribat fins al Mediterrani. Una minoria d'egiptòlegs creuen que el cap del déu egipci Seth, que pertany a un animal no identificat, és en realitat el d'un porc formiguer. Altres teories més esteses diuen que el cap de Seth era el d'un ase o d'alguna espècie de cànid. Fonts poc fiables de l'època colonial britànica relaten que es caçava porcs formiguers, el que avui en dia és l'Iraq, suggerint que les poblacions del nord del Sàhara haurien sobreviscut fins a temps més recents. Dues espècies properes, Orycteropus depereti i Orycteropus gaudryi, visqueren a Europa durant el Pliocè, molt abans de l'arribada dels humans.
L'oricterop pot viure a una varietat d'hàbitats diferents, des de sabanes seques fins a la selva pluvial, segons quin sigui el més apropiat. La presència de porcs formiguers en una zona determinada sovint depèn de la disponibilitat dels tèrmits i formigues dels quals s'alimenten.

## Depredadors i altres amenaces

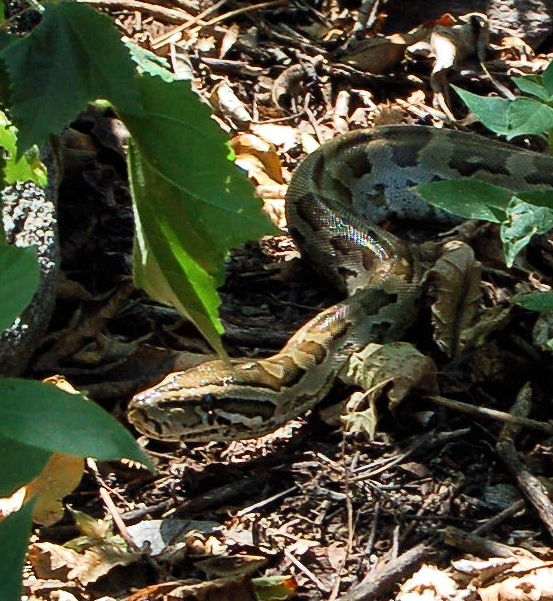
La pitó de Seba és un dels principals predadors d'oricterops joves.

El porc formiguer és caçat per lleons, lleopards, guepards, gossos salvatges africans i pitons, però els seus principals predadors són els humans i les hienes. Les hienes i pitons s'especialitzen a caçar oricterops joves que a vegades encara es troben dins el cau. Els porcs formiguers poden excavar ràpidament o córrer en ziga-zaga per fugir dels enemics, però si això no resulta suficient, poden atacar amb les urpes, la cua i les espatlles, arribant a posar-se panxa enlaire per atacar amb totes les extremitats. La pell també els proporciona un cert grau de protecció. Si se'ls ataca quan es troben dins el cau, el tanquen ràpidament darrere seu o es giren i ataquen amb les urpes l'adversari situat a l'entrada del túnel.
Alguns pobles africans cacen porcs formiguers per consumir-los com a aliment, amb fins medicinals o per utilitzar-ne les dents per fer joies i amulets. La seva carn té un aspecte similar al del bou, però té un gust que recorda més aviat al porc, i és dura. Aquest animal també ha estat caçat per esport o per defensar conreus, car remou la terra per construir caus. Les campanyes d'extermini del porc formiguer han tingut conseqüències no desitjades a causa de la proliferació de tèrmits perjudicials.
Tot i que el nombre de porcs formiguers ha minvat a les zones alterades per activitats humanes, la Unió Internacional per la Conservació de la Natura considera que el risc d'extinció d'aquesta espècie és mínim. La principal justificació d'aquesta avaluació és el vast àmbit de distribució de l'oricterop. En canvi, està classificat a l'Apèndix II del CITES com a espècie de la qual cal controlar el comerç per assegurar-ne la supervivència.

## Taxonomia i filogènesi

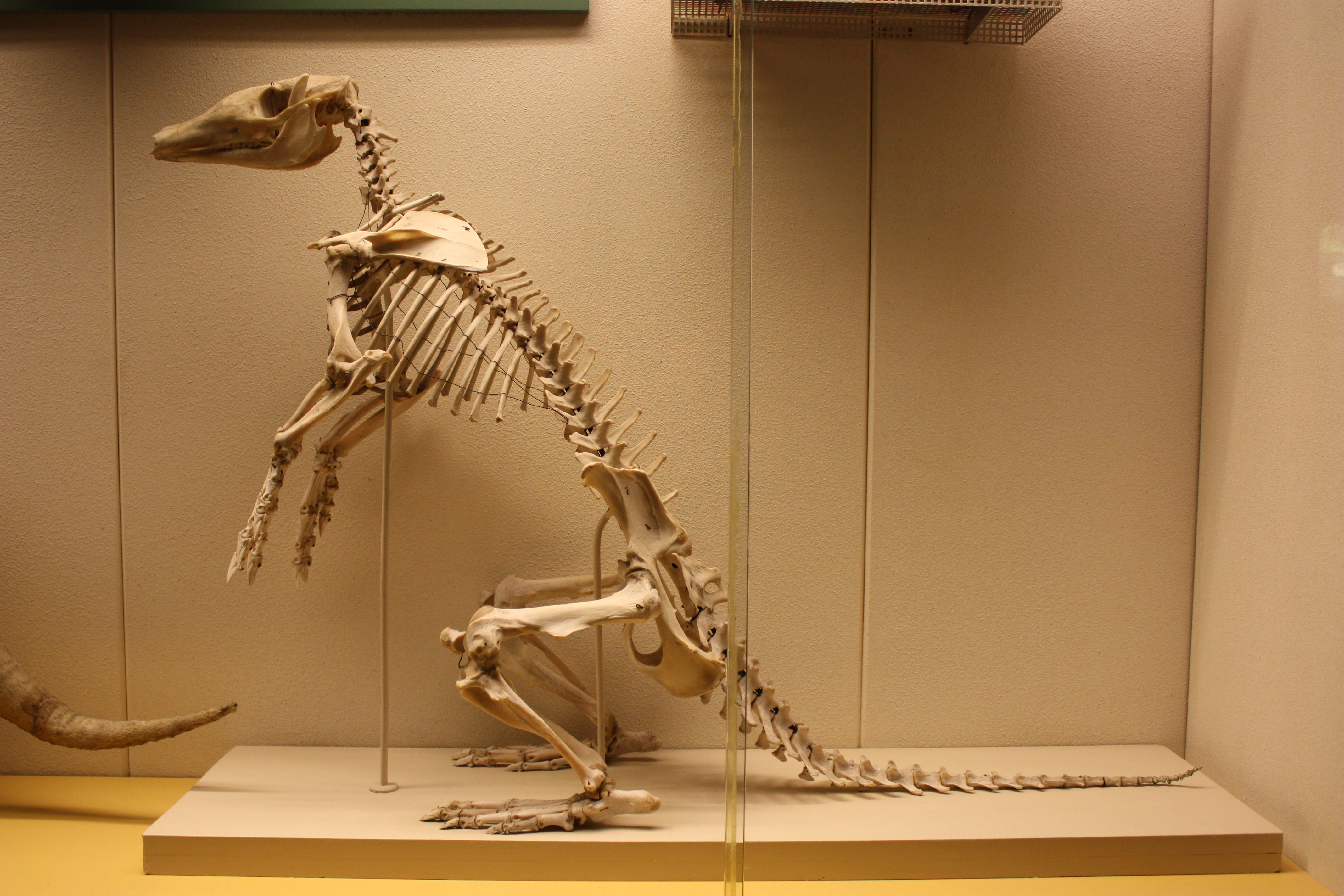
Tubulidentat prehistòric al Museu d'Història Natural de Brussel·les.

Durant molt de temps, el porc formiguer i els seus parents més propers foren classificats dins l'ordre dels edentats, juntament amb altres animals mirmecòfags com els pangolins i vermilingües. El principal caràcter compartit per aquests animals és la manca de dents, però més endavant es descobrí que els edentats eren un ordre polifilètic, el grup fou dissolt i els seus membres foren repartits entre diferents ordres. Els porcs formiguers foren classificats dins l'ordre dels tubulidentats, dels quals són l'únic representant vivent. El porc formiguer també és l'única espècie vivent del gènere Orycteropus, que conté com a mínim sis espècies extintes.
Tot i que s'ha suggerit un origen més remot dels porcs formiguers, actualment, el consens és que evolucionaren dels condilartres, un grup d'ungulats primitius. El tubulidentat més primitiu conegut data del Miocè inferior de Kenya. Tubulodon taylori, un pangolí de l'Eocè de Wyoming, fou descrit originalment com a tubulidentat, cosa que dugué alguns científics a situar l'origen d'aquest ordre a Nord-amèrica. Aquesta hipòtesi ha estat descartada per treballs més recents i actualment es creu que només hi ha quatre gèneres de tubulidentats, tres dels quals estan extints.
Els tubulidentats arribaren a Àsia fa 13-14 milions d'anys, i un milió d'anys més tard arribaren a Europa. Tanmateix, el registre fòssil d'aquest ordre durant els últims cinc milions d'anys es restringeix a Àfrica. El fòssil més antic conegut de l'espècie Orycteropus afer data de fa 3 milions d'anys i fou descobert a la formació de Makapansgat (Sud-àfrica), especialment coneguda per les restes d'australopitecs que s'hi han trobat. Cap a finals del Plistocè (fa unes quantes desenes de milers d'anys), el porc formiguer ja s'havia estès cap al nord, com ho demostren les restes fòssils de l'espècie descobertes als jaciments d'Ishango i de Matupi (República Democràtica del Congo). Aquesta expansió cap al nord continuà durant la primera part de l'Holocè; el registre fòssil mostra que el porc formiguer hauria arribat com a mínim fins al centre del Sudan.

### Subespècies
| - O. a. adametzi, Grote (1921). Nord-oest del Camerun. - O. a. aethiopicus, Sundevall (1843). Etiòpia, Somàlia i Sudan. - O. a. afer, Pallas (1766). Sud-àfrica. - O. a. albicaudus, Rothschild (1907). Nord-est d'Angola. - O. a. angolensis, Zukowsky i Haltenorth (1957). Sud-oest d'Angola. - O. a. erikssoni, Lönnberg (1906). Nord de l'RD del Congo i República Centreafricana. - O. a. faradjius, Hatt (1932). RD del Congo i sud de la República Centreafricana. - O. a. haussanus, Matschie (1900). Togo, Benín i possiblement l'oest de Nigèria. - O. a. kordofanicus, Rothschild (1927). Sudan. | - O. a. lademanni, Grote (1921). Kenya i Tanzània. - O. a. leptodon, Hirst (1906). Camerun. - O. a. matschiei, Grote (1921). Costa meridional de Tanzània. - O. a. observandus, Grote (1921). Tanzània. - O. a. ruvanensis, Grote (1921). Tanzània. - O. a. senegalensis, Lesson (1840). Senegal i Gàmbia. - O. a. somalicus, Lydekker (1908). Somàlia. - O. a. wardi, Lydekker (1908). Sud-est de l'RD del Congo, Zàmbia, Malawi i nord-est de Zimbàbue. - O. a. wertheri, Matschie (1898). Tanzània. |

## Aspectes culturals

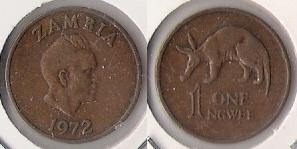
Moneda d'1 ngwee zambià del 1972.

El porc formiguer és molt admirat a la cultura popular africana per la seva cerca diligent d'aliment i la seva resposta coratjosa a l'atac de les formigues soldat. Els mags hausses fan amulets amb el cor, la pell, el front i les ungles del porc formiguer, que piquen amb l'arrel d'un determinat arbre. Es diu que si algú l'embolica amb un tros de pell i el porta al pit, de nit serà capaç de travessar parets i teulades. Es diu que aquest amulet és útil pels lladres i aquells que volen visitar noies sense el permís dels pares. La importància cultural de l'oricterop a Àfrica es reflecteix en el fet que encara se'l representa sovint a les pintures rupestres contemporànies creades per diferents grups ètnics. En alguns països africans s'han encunyat monedes amb porcs formiguers.
Un porc formiguer és el personatge principal d'Arthur, una popular sèrie de dibuixos animats per infants produïda per la WGBH-TV i emesa a més de 100 països. Dos dels personatges principals de la sèrie d'animació canadenca The Raccoons també són porcs formiguers.
Un dels personatges principals dels dibuixos animats del 1969-1971 The Ant and the Aardvark és un porc formiguer blau doblat per John Byner imitant Jackie Mason. En aquesta sèrie, el porc formiguer intenta sense èxit caçar i menjar-se el seu antagonista, la formiga.
Cerebus the Aardvark era el protagonista d'una sèrie de còmics de Dave Sim i Gerhard, publicada entre el 1977 i el 2004 i que encara es ven en volums reimpresos.